# 공민당 (홍콩)
공민당(公民黨)은 2006년 홍콩의 진보적, 민주적 변호사들에 의해 창당된 홍콩의 정당이다.